# Delivery (gruppo musicale)
I Delivery sono stati una progressive rock band inglese nata nel 1966. Pur essendosi formati a Londra, sono considerati uno dei gruppi da cui ha preso vita la scena musicale di Canterbury.

## Storia
Si formano nel 1966 dal chitarrista Phil Miller, il fratello tastierista Steve Miller, il batterista Pip Pyle e il bassista Jack Monck. Nati come gruppo di rhythm and blues sulla scia del successo che da qualche anno stava riscuotendo il blues britannico, nelle prime esibizioni fanno spesso da supporto ad artisti blues americani in tournée nel Regno Unito. Nel 1968 si aggiunge il sassofonista Lol Coxhill, e il nome diventa "Steve Miller's Delivery". Cambiano spesso alcuni elementi fino al 1969 quando si uniscono Carol Grimes e Roy Babbington, quest'ultimo in sostituzione di Monck. Con questa formazione registrano Fools Meeting, che viene pubblicato nel 1970.
L'album raccoglie il favore della critica ma non ha il successo commerciale sperato, i Delivery inoltre non hanno alle spalle sufficienti coperture finanziarie e le difficoltà economiche portano presto alla disgregazione. La Grimes, spinta dalla casa discografica, inizia a esibirsi in proprio, Pyle lascia la band per unirsi ai Gong, uno dei primi gruppi che fanno riferimento alla scena di Canterbury, e viene rimpiazzato da Laurie Allan. Dopo l'abbandono di quest'ultimo, finito a sua volta nei Gong, la band si scioglie.
Anche gli altri componenti entrano in gruppi legati a Canterbury, Phil Miller nei Matching Mole di Robert Wyatt, il fratello Steve si unisce ai Caravan, Babbington ai Soft Machine e Lol Coxhill inizia a suonare con Kevin Ayers. Nel 1972 vi è un tentativo di far rinascere il gruppo, con i fratelli Miller, Pyle e il bassista/cantante Richard Sinclair, fuoriuscito dai Caravan. Dopo pochi concerti, Steve Miller se ne va e con Dave Stewart al suo posto il gruppo cambia il nome in Hatfield and the North, un'altra delle band più importanti di Canterbury.

## Formazione
- Phil Miller - chitarra
- Steve Miller - tastiere
- Pip Pyle - batteria (fino al 1971)
- Jack Monck - basso (fino al 1969)
- Lol Coxhill - sassofono (dal 1968)
- Carol Grimes - voce (dal 1969)
- Roy Babbington - basso (dal 1969)
- Laurie Allan - batteria (dal 1971)

## Discografia

### Album
- 1970 Fools Meeting (album attribuito a "Carol Grimes and Delivery")

### Singolo
- 1970 Harry Lucky/Home Made Ruin

## Filmografia
- 2015 – Romantic Warriors III: Canterbury Tales